# Баши (Самтредский муниципалитет)
Баши (груз. ბაში) — село в Грузии, на территории Самтредского муниципалитета края (мхаре) Имеретия.

## География
Село находится в западной части Грузии, на правом берегу реки Риони, на расстоянии приблизительно 6 километров (по прямой) к востоко-юго-востоку от города Самтредиа, административного центра муниципалитета. Абсолютная высота — 37 метров над уровнем моря.

## История
Современной село образовано путём объединения пяти сёл: Шуа-Баши, Зеда-Баши, Кведа-Баши, Меоре-Эцербаши и Пирвели-Эцербаши.

## Население
По результатам официальной переписи населения 2014 года, в Баши проживало 1250 человек (618 мужчин и 632 женщины). В национальной структуре населения грузины составляли 99,6 %, русские — 0,3 %, армяне – 0,1 %.